# Trifolium glanduliferum
Trifolium glanduliferum är en ärtväxtart som beskrevs av Pierre Edmond Boissier. Trifolium glanduliferum ingår i släktet klövrar, och familjen ärtväxter. Utöver nominatformen finns också underarten T. g. nervulosum.